# Достоверное событие
Достове́рным собы́тием в теории вероятностей называется событие {\displaystyle U}, которое в результате опыта или наблюдения непременно должно произойти. Обозначается символом {\displaystyle \Omega }.
Для достоверного события {\displaystyle P(U)=1}, то есть вероятность события {\displaystyle U} равна единице.
Для каждого достоверного события существует обратное ему невозможное событие с нулевой вероятностью.
Практически достоверным событием является событие, вероятность которого не в точности равна единице, но очень близка к единице.
Достоверное событие в одиночку составляет полную группу событий.